# ロイヤル・ハーウッド・フロスト
| フロストが発見した小惑星 | フロストが発見した小惑星 |
| ------------------------ | ------------------------ |
| 505 カバ                 | 1902年8月21日            |

ロイヤル・ハーウッド・フロスト（Royal Harwood Frost、1879年2月25日 - 1950年5月11日）は、アメリカ合衆国の天文学者。
マサチューセッツ州で10人兄弟の4番目として生まれた。1896年から1908年まで、エドワード・ピッカリングの下でハーバード大学天文台の助手を務めた後、ペルーで農場を営んだ。晩年はアメリカへ戻り、テキサス州のフォートワースに住んだが、後にルイジアナ州のシュリーブポートへ移り、シュリーブポートで没した。